# Alarik Larson
Henning Alarik Larson, född 10 juni 1846 i Grangärde församling i Kopparbergs län, död 20 mars 1932 i Nora stadsförsamling i Örebro län, var en svensk gruvingenjör.
Alarik Larson avlade studentexamen 1866 och började samma år som gruvbokhållare i Grängesberg. Han blev bruksbokhållare vid Seglingsbergs bruk 1868, kassör vid Korså bruk 1871 och så kallad gruvstigare vid Stribergs gruvfält 1873. Han var gruvingenjör hos Nora bergslags gemensamma gruvförvaltning 1903–1911. Larson var mångårig förvaltare för Timansbergs gruvbolag och som legitimerad gruvmätare från 1885 förbättrade han gruvmätningstekniken. Han verkade också under några år som lärare i gruvmätning vid Bergshögskolan.
Han gifte sig 1877 med Ebba Wibell, född 1851 och död 1915. De hade bland flera barn dottern Maria Alarik, som var gift med Algot Goldkuhl, och sonen Axel Alarik. Han är begravd på Nora södra kyrkogård.